# John Ellis (Henker)

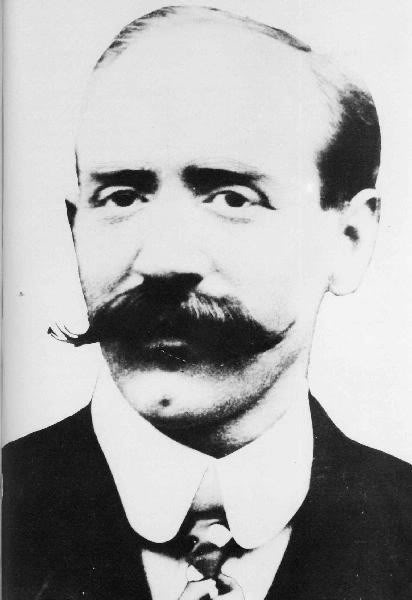
John Ellis, Henker

John Ellis (* 4. Oktober 1874 in Rochdale; † 20. September 1932 in Rochdale) war ein britischer Henker und von 1901 bis 1924 als „Chief Executioner“ tätig.

## Lebenslauf
John Ellis war zuerst in einer Mühle beschäftigt, wechselte nach einem Arbeitsunfall jedoch die Profession und wurde Friseur. Von Zeitgenossen als sensibler und ruhiger Mann beschrieben, schien er nicht der Typ Mensch zu sein, der als Henker Karriere machen konnte. Doch das für seine Zeit enorm hohe Zusatzeinkommen sowie die Chance, spesenfrei durch das Land zu reisen, waren für ihn Motivation genug, um sich um einen Platz auf der Liste von Personen, die befugt sind, Hinrichtungen vorzunehmen (kurz „the list“) zu bewerben.
Ebenso wie viele seiner Amtsvorgänger war er von seiner Berufung auf das Tiefste überzeugt und sah seine Hauptaufgabe darin, den Verurteilten mit so wenig Schmerz und Aufregung wie nur möglich hinzurichten. Er war äußerst professionell in seiner Tätigkeit und bei seinen Vorbereitungen so penibel, dass er seine Assistenten oft zur Verzweiflung brachte. Seinen Assistenten und dem Gefängnispersonal schien er ein Mann mit Nerven aus Stahl zu sein; in Wirklichkeit lebte er allerdings in ständiger Panik, einen Fehler zu machen – ein psychologischer Druck, der im Laufe der Zeit immer stärker wurde.
Ellis wurde nach seiner Bewerbung 1898 erst im Jahr 1901 auf die „Liste“ gesetzt und im Jahr 1910 als Nachfolger von Henry Pierrepoint als „Chief Executioner“ eingestellt. Henry Pierrepoint verlor sein Amt dadurch, dass er am Vortag einer Hinrichtung in Chelmsford stark angetrunken im Gefängnis erschien und auf die Vorhaltungen Ellis’ mit einer Schlägerei reagierte. Ellis schrieb über jenes Ereignis einen Bericht an das Home Office, woraufhin Innenminister Winston Churchill die Streichung der bisherigen „Nr. 1“ von der Liste verfügte und Ellis somit in diese Position aufrückte.
In seiner Biografie „Diary of a Hangman“, welche er nach Ende seiner Karriere schrieb, schildert er seine Methoden und viele der Fälle, an deren Ende der Strang wartete. 
Insgesamt führte Ellis während seiner aktiven Zeit 203 Hinrichtungen aus.

## Seine wichtigsten Fälle
- Hawley Harvey Crippen, hingerichtet am 23. November 1910, tötete seine Ehefrau und versuchte mit seiner Geliebten in die USA zu flüchten. Crippen gilt als der erste Straftäter der Welt, welcher durch den Einsatz der gerade erfundenen drahtlosen Telegrafie dingfest gemacht wurde. Der ermittelnde Beamte von Scotland Yard schaffte es, mit einem schnelleren Boot das Schiff von Crippen einzuholen und als Lotse verkleidet an Bord zu gelangen.
- George Joseph Smith, gehängt am 13. August 1915, ging als „Brides in the bath murderer“ in die Kriminalgeschichte ein. Smith war Polygamist und ehelichte junge, alleinstehende Damen, welche er kurz nach der Hochzeit in der Badewanne ertränkte, um sich so in den Besitz ihres Vermögens zu bringen. Er ging dabei so geschickt vor, dass man ihm nur durch Zufall auf die Schliche kam. Seine Methode wurde durch die Polizei während der Ermittlungen rekonstruiert; der Versuch war so erfolgreich, dass die Taucherin, die sich freiwillig als „Opfer“ zur Verfügung gestellt hatte, beinahe dabei umkam und der anwesende Arzt eine halbe Stunde brauchte, um sie wieder zu stabilisieren.
- Sir Roger Casement, gehängt am 3. August 1916, war ein englischer Diplomat, der sich als irischer Nationalist dem Widerstand Irlands gegen England angeschlossen hatte und wegen Hochverrats hingerichtet wurde. John Ellis hielt in seinen Memoiren, welche er kurz vor seinem eigenen Tode schrieb, fest, dass „von allen Menschen, die ich hinrichten musste, keiner starb tapferer als Roger Casement“.
- Edith Thompson wurde am 9. Januar 1923 gleichzeitig mit ihrem Geliebten Frederick Bywaters gehängt; welcher ihren Ehemann erstochen hatte. Thompson wurde auf Grund von Liebesbriefen verurteilt, aus denen das Gericht eine Mitwisserschaft bzw. Verschwörung konstruierte. Ihre Hinrichtung wurde für John Ellis zu einem traumatischen Erlebnis (die junge Frau wurde auf dem Weg zum Galgen ohnmächtig und musste von zwei Wärtern in die Höhe gehalten werden, bis Ellis seine Vorbereitungen beendet und die Falltür geöffnet hatte). Als Ellis die Tote abnehmen wollte, musste er eine starke Blutung feststellen, die – so vermutete man – entweder von einer Fehlgeburt oder zumindest einer Verletzung der Gebärmutter herrührte. Zum Tode verurteilte Frauen mussten ab diesem Zeitpunkt in Großbritannien eine spezielle Gummihose tragen, um derartige Vorfälle unmöglich zu machen.
Weder er, noch die britische Gesellschaft hatten damit gerechnet, dass der Innenminister gegenüber der jungen Frau keine Gnade walten lassen würde. Darüber hinaus ist heute erwiesen, dass das Gericht den Geschworenen nur Teile der Briefe von Thompson an ihren Liebhaber vorzeigte, da Textabschnitte aufgrund erotischer Inhalte als „unangemessen“ angesehen und entsprechend zensiert worden waren. Durch die, aus dem Zusammenhang gerissenen Textstellen, war die Jury von ihrer Schuld überzeugt. Nach ihrer Hinrichtung war nicht nur Ellis ein gebrochener Mann; auch einige der bei der Hinrichtung anwesenden Gefängnisbeamten kamen mit dem Erlebten nicht zurecht und quittierten frühzeitig den Dienst.
- Susan Newell starb am 10. Oktober 1923 in Glasgow. Sie war die erste Frau, die seit 50 Jahren in Schottland hingerichtet wurde. Newell hatte einen 13-jährigen Zeitungsjungen getötet, weil dieser sich weigerte, ihr kostenlos eine Zeitung zu geben. Ihre Hinrichtung wurde für John Ellis – kurz nach der von Edith Thompson – erneut zur Belastung. Er hatte Newells Hände schlecht gefesselt, wodurch es dieser gelang, sich unter dem Galgen mit beiden Händen gegen die weiße Kapuze zu wehren, die normalerweise über den Kopf des zum Tode Verurteilten gezogen wurde. Ellis verzichtete auf einen weiteren Versuch, ihr die Kapuze überzuziehen, und öffnete bei entblößtem Gesicht sofort die Falltür.

## Rücktritt
Ellis verließ sein Amt im März 1924, angeblich aufgrund der Ereignisse bei der emotional äußerst aufwühlenden Hinrichtung von Edith Thompson.
Er blieb zwar nach der Hinrichtung von Thompson noch ca. ein Jahr als Henker aktiv, jedoch belasteten ihn die Begleitumstände der Hinrichtung zu sehr. Als er nur kurze Zeit später erneut eine Frau – Susan Newell – hinrichten musste, war dies nur ein weiterer Schritt zum Rückzug. Umso mehr, da Ellis nie einen Hehl daraus gemacht hatte, dass er absolut gegen die Hinrichtung von Frauen war. Seine letzte Hinrichtung war die von John Eastwood am 28. Dezember 1923.
Ellis zog sich daraufhin in sein Friseurgeschäft zurück, ohne jedoch wirklich Ruhe zu finden. Er schrieb seine Memoiren, stand in London kurz als Henker in einem Theaterstück auf der Bühne und tingelte schließlich mit einem transportablen Galgen zu Jahrmärkten, wo er Scheinhinrichtungen vorführte. Die beginnende Wirtschaftskrise um 1930 machte auch vor ihm nicht halt; wirtschaftlich wie gesundheitlich (Alkoholmissbrauch) ging es ihm immer schlechter. Nach einem ersten Selbstmordversuch, der misslang und für den er nach damaligem Recht auch gerichtlich belangt wurde, schnitt er sich 1932 die Kehle durch und verblutete. 
Bei seinem Begräbnis, dem hunderte Bewohner Rochdales beiwohnten, fehlte ein Vertreter der Prison Commission.

## Schriften
- Diary of a hangman. Forum Press, True Crime Library, 1996, (Nachdruck), ISBN 1-874358-11-7
- Fielding, Steve: „Pierrepoint: A Family of Executioners“. John Blake Publishing, London, 2006, ISBN 1-84454-192-4 (Ein Buch über die drei Pierrepoints, in dem der Konflikt mit John Ellis aufgearbeitet wird)